# François-Auguste Ravier
Pour les articles homonymes, voir Ravier.
François-Auguste Ravier est un peintre français né à Lyon le 4 mai 1814 et mort à Morestel le 26 juin 1895.

## Biographie
François-Auguste Ravier naît à Lyon le 4 mai 1814. Avant de se consacrer à la peinture, il fait des  études de droit et obtient une capacité à Faculté de Paris en 1834.
Il fréquente l'atelier de Théodore Caruelle d'Aligny, Ravier se lie d'amitié avec Jean-Baptiste Camille Corot, puis Charles-François Daubigny. Il rencontre probablement Ingres et avec certitude beaucoup de peintres dont, à Rome, Jean-Victor Schnetz, alors directeur de la Villa Médicis et Hippolyte Flandrin, ainsi que de nombreux autres pensionnaires de la Villa.
Il se fixe à Crémieu en 1850, puis à Morestel en 1868, séduit par la luminosité des paysages. L'accueil et les conseils que ce paysagiste du Dauphiné, prodigue à de nombreux artistes ont donné naissance à des œuvres de facture proche des siennes. Entre ses œuvres et celles de l'Italien Antonio Fontanesi, il y a une telle similitude de thèmes et de technique, que Ravier à quelques années de distance ne savait plus ce qu'il avait enseigné à Fontanesi et ce que celui-ci lui avait appris.
Ces artistes forment non pas un mouvement mais un intérêt pour Ravier qui ose et expérimente de nouvelles perspectives. Bien plus tard, ses suiveurs sont regroupés sous le nom d'École de Morestel par un historien d'art grenoblois[Qui ?].
Admirateur de Turner, François-Auguste Ravier travaille la couleur dans une matière épaisse, jusqu'à l'obsession, ne négligeant jamais les lignes toujours visibles sous le pigment, privilégiant ombres et lumières. En cela, il peut être considéré comme un des précurseurs de l'impressionnisme. Ravier déborde les limites du genre paysagiste en y introduisant l'audace de la couleur. Son ami le stéphanois Félix Thiollier sera son premier biographe.
En 1876, il remarque le talent du jeune François Guiguet.
Mais une cécité progressive assombrit ses dernières années. Il meurt à Morestel le 26 juin 1895.
La ville de Lyon donnera son nom à une rue et, dans la même[Quoi ?], à la maison de quartier de Gerland, encore aujourd'hui le plus grand quartier de Lyon.

## Collections publiques
États-Unis

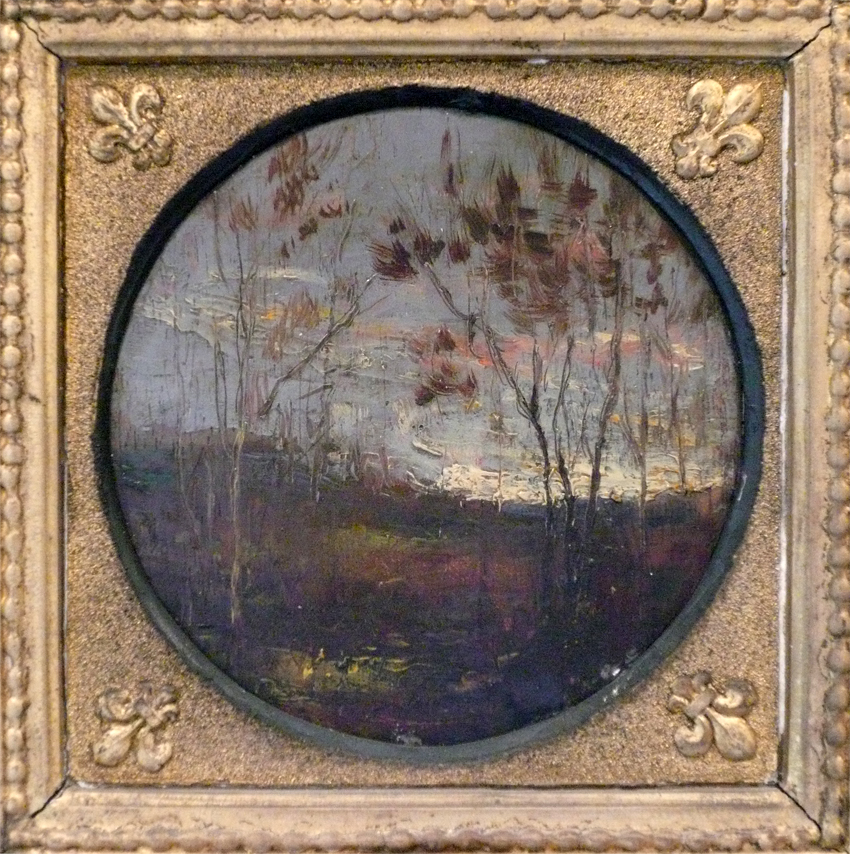
Le Nuage rose, Bagnols-sur-Cèze, musée Albert-André.

- Cleveland, Cleveland Museum of Art[4].
- Washington, National Gallery of Art[5].

France
- Aix-les-Bains, musée Faure.
- Bagnols-sur-Cèze, musée Albert-André : Le Nuage rose.
- Brest, musée des Beaux-Arts : Paysage au couchant, huile sur bois, 22,7 × 34,5 cm[6].
- Cherbourg-Octeville, musée Thomas-Henry.
- Grenoble, musée de Grenoble : Soleil couchant, huile sur carton, 20 × 25 cm[7].
- Lyon, musée des Beaux-Arts : La Rive de l'Étang, huile sur toile, 25 × 33 cm[3].
- Morestel, Maison Ravier[8].
- Paris, musée d'Orsay : L'Étang de la Levaz à Morestel, huile sur toile, 25 × 33 cm[9].
- Reims, musée des Beaux-Arts : Vieil arbre dans la plaine, 1868, huile sur toile, 23 × 42 cm[10].
- Toulon, musée d'Art.

Royaume-Uni
- Cambridge, Fitzwilliam Museum : Paysage au coucher du soleil, huile sur papier marouflé sur toile, 25 34cm[11].

Œuvres de François-Auguste Ravier
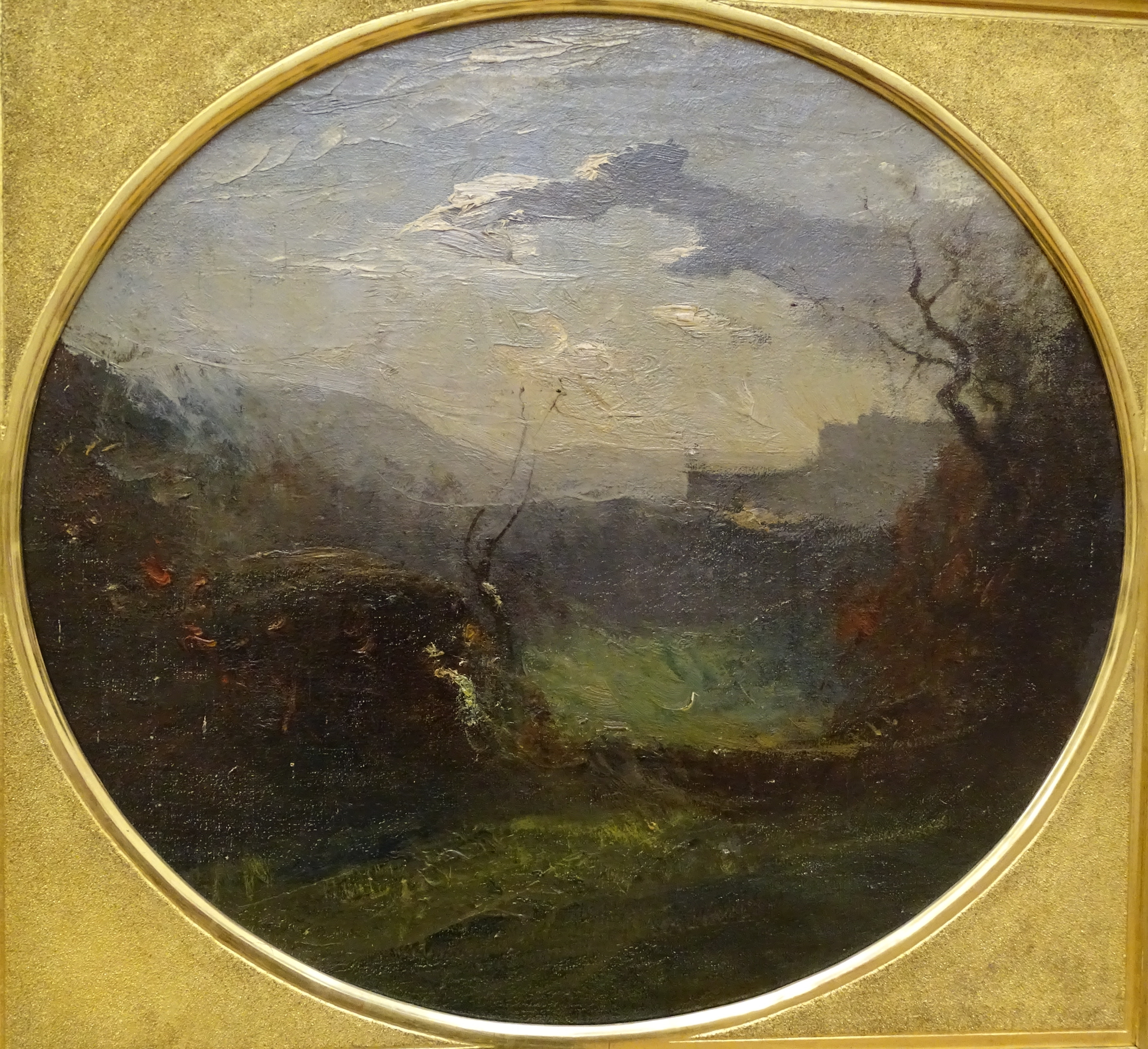
Champrofond. Environs de Crémieu (Isère) ; Effet du matin (entre 1875 and 1895), musée de Grenoble.
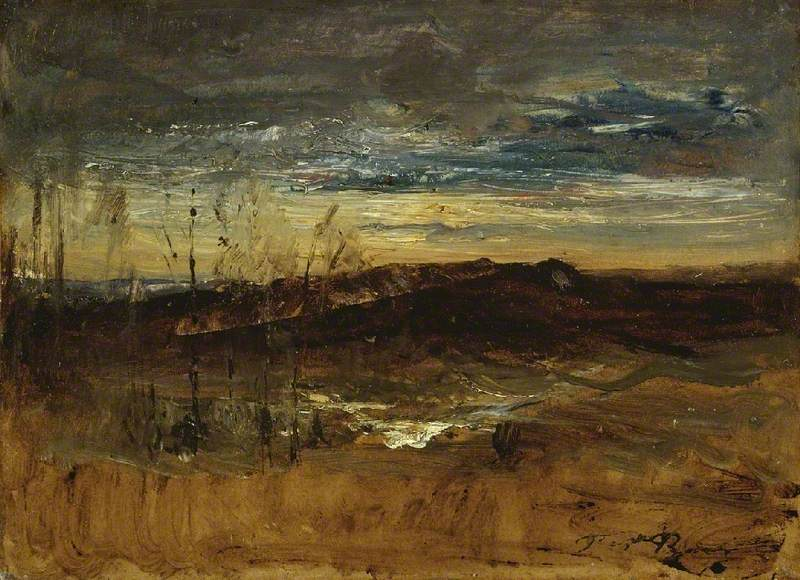
Paysage au coucher du soleil, Cambridge, Fitzwilliam Museum.
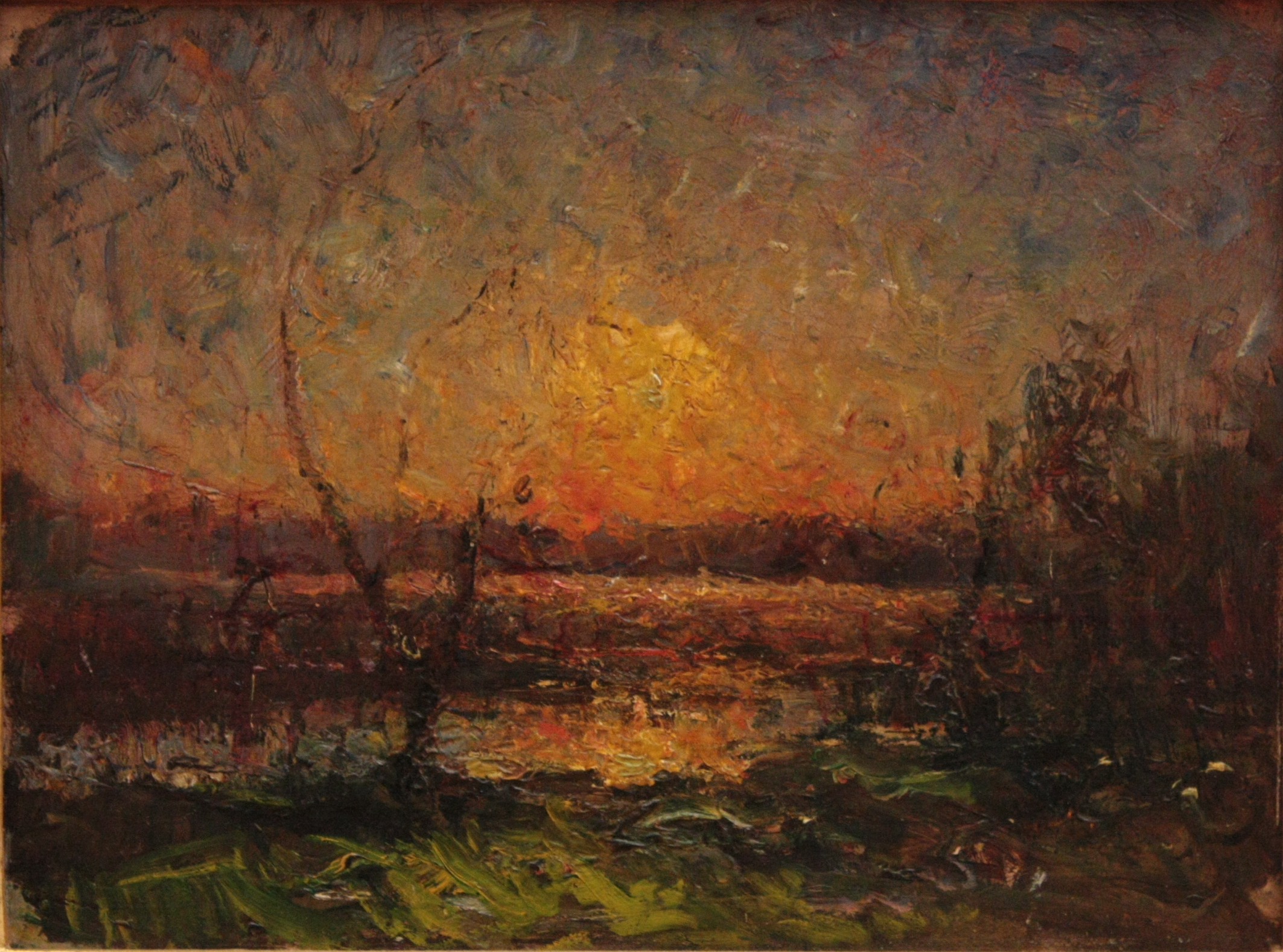
Soleil couchant, musée de Grenoble.
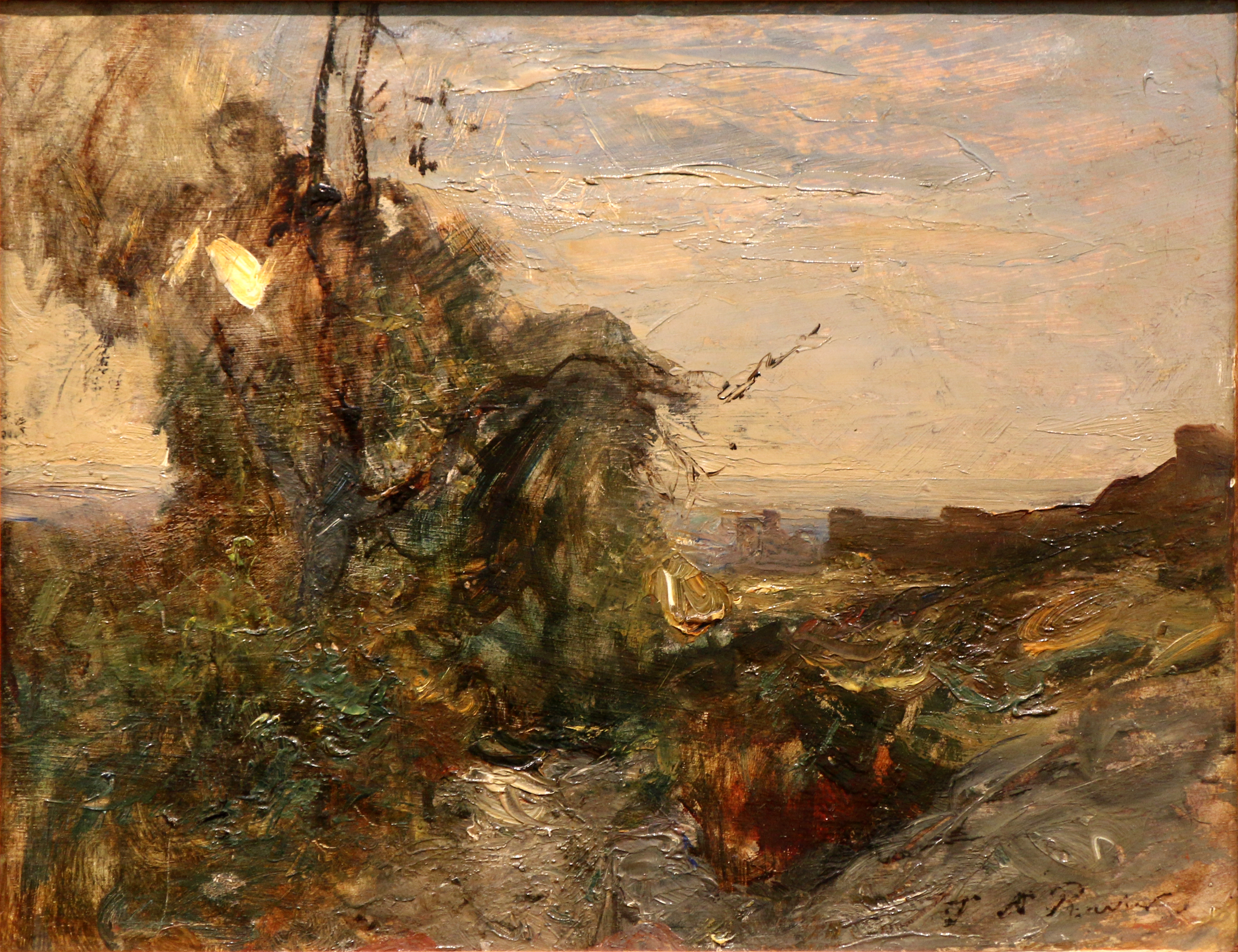
Crémieu, musée d'Art de Toulon.